# 侯選
侯選（？—？），河東人。东汉末年興平年間起兵作亂，有數千部眾。

## 生平
建安十六年（211年），曹操派司隸校尉鍾繇討伐張魯，征西護軍夏侯淵等人率大軍從河東出發，與鍾繇會合。倉曹屬高柔勸曹操說：「大軍向西進發，韓遂、馬超會以為是要襲擊他們，必定會互相煽動。應該要先安三輔，如果三輔平定，只需發檄文，就能定漢中。」曹操沒有採納。結果關中的將領們果然起了疑心，馬超、韓遂、侯選、程銀、楊秋、李堪、張橫、梁興、成宜、馬玩等十部都起來造反，有十萬軍馬，據守潼關。曹操派安西將軍曹仁率諸將抵擋，令他們堅守不許出戰。
建安二十年（215年），程銀、侯選、龐德隨張魯歸降曹操。曹操恢復了程銀、侯選的官爵，任命龐德為立義將軍。